# Rochers de Zemmouri el Bahri
Les rochers de Zemmouri el Bahri sont des ilots de la mer Méditerranée à Zemmouri en Algérie. 

## Description
Deux gros rochers sont situés à proximité du rivage de Zemmouri El Bahri (en), un autre est à 5 km près du Cap Blanc et trois autres à 7 km au sud-ouest, au lieu dit Le Figuier.